# Agathia albicurvatura
Agathia albicurvatura là một loài bướm đêm trong họ Geometridae.